# Helter Skelter (sång)
"Helter Skelter" är en låt av The Beatles utgiven på deras självbetitlade album The Beatles (även kallat The White Album) från år 1968. Låten är skriven av Paul McCartney som också sjunger låten. "Helter Skelter" brukar av musikskribenter betraktas som ett tidigt exempel på heavy metal. 

## Låten och inspelningen
Titeln anspelar på rutschkanor på tivolin. Texten är för övrigt ganska betydelselös samtidigt som låten, rent musikaliskt, är ett försök från gruppens sida att låta tyngre med ett överstyrt och riffande sound, tyngre sång och trummor. Låten började som ett 27 minuter långt jam som man spelade in 18 juli 1968. En och en halv månad senare (9–10 september) kortade man emellertid ned låten. Vissa ser den som ett intressant exempel på tidig heavy metal medan andra tyckte stilen var helt främmande för Beatles. Ian MacDonald, som analyserat samtliga inspelningar med gruppen avfärdar den rätt och slätt som ”ett fylleslag”. I slutet på låten, efter att ha spelat in i över 20 minuter i studion, utbrister trummisen Ringo Starr ”I've got blisters on my fingers” alltså att han hade fått blåsor på fingrarna av allt spelande. Beatles framförde aldrig låten live, men sedan 2004 har Paul McCartney inkluderat den i sina soloturnéer.
Mono- och stereoversionerna av Helter Skelter skiljer sig åt. I stereoversionen tonas låten ut för att sedan åter tonas in och det är då Ringo Starr utbrister I've got blisters on my fingers. Detta slut saknas på monoversionen av White Album. Eftersom monoversionen av detta album inte gavs ut i USA finns denna versionen på den amerikanska versionen av samlings-LP:n Rarities.

## Medverkande
- Paul McCartney – sång, sologitarr
- John Lennon – bakgrundssång, sexsträngad bas, ljudeffekter (genom brassinstrument)
- George Harrison – bakgrundssång, kompgitarr, ljudeffekter
- Ringo Starr – trummor
- Mal Evans – trumpet

## Övrigt
Låten har tolkats av exempelvis U2 på Rattle and Hum och Mötley Crüe på Shout at the Devil. Den spelas i filmen Helter Skelter från 2004. Låten har på ett för Beatles ovälkommet sätt fått uppmärksamhet via Charles Manson och dennes mordorgie i Los Angeles 1969.